# Mura venete di Crema
Le mura venete di Crema sono una costruzione architettonica risalente alla seconda metà del XV secolo, realizzata per scopi difensivi.

## Storia

### Le mura medievali

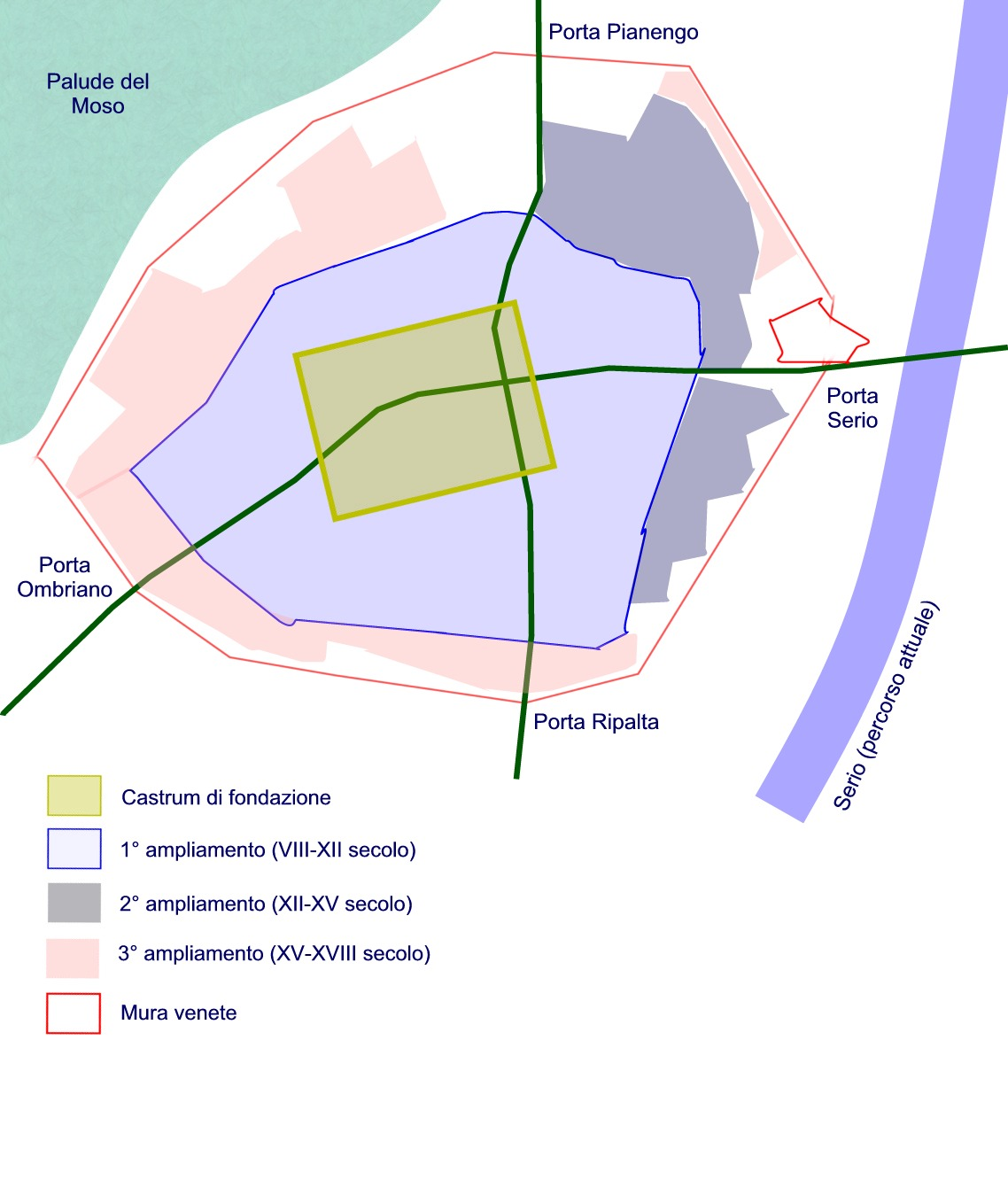
Probabile evoluzione urbanistica di Crema

Le origini della città di Crema sono avvolte nel mistero. L'Isola Fulcheria compare per la prima volta in un documento del 1040 quando il vescovo di Cremona Ubaldo chiedeva all'imperatore Enrico III il Nero di affidargli quel territorio fino ad allora feudo di Bonifacio di Canossa. 
Sappiamo, inoltre, di un diploma tramite il quale nel 1055 Enrico III concedeva il districtum de Insula Fulcherii in investitura perpetua alla chiesa di Cremona.
L'Isola tornò nuovamente in feudo ai marchesi di Toscana nel 1057, precisamente a Beatrice di Lotaringia - seconda moglie di Bonifacio, morto nel 1052 - e alla figlia Matilde. Quest'ultima, infine, nel 1098 concedeva l'Isola alla Chiesa e al Comune di Cremona.
Quanto al toponimo Crema, appare come locus nel 1082 e come castrum nel 1084. Ma una certezza sull'esistenza di Crema la si ha solo nel 1146 quando il legato imperiale Ermanno, vescovo di Costanza, spediva una lettera ai consoli, ai conti e al popolo di Crema per ammonirli all'obbedienza al vescovo di Cremona. Ed ancora: nel 1162 l'imperatore Federico Barbarossa confermava l'investitura ai cremonesi del castrum Cremae con burgo, riservandosi successivamente i villaggi del territorio, notizia fondamentale perché indizio di una località con un territorio subordinato

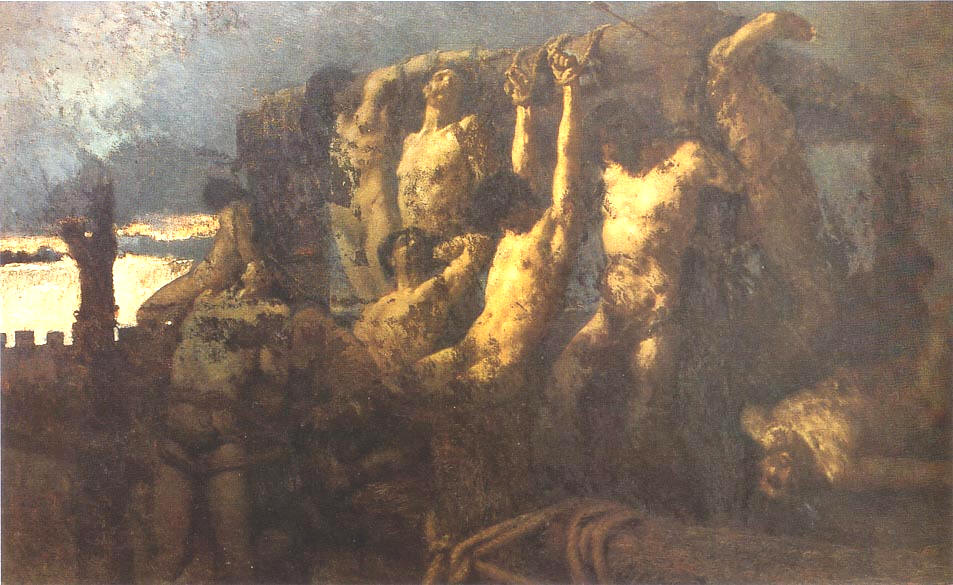
Gaetano Previati, Gli ostaggi di Crema, 1879 (Crema, Museo civico di Crema e del Cremasco)

Sono state poste più ipotesi su come fosse conformata Crema nel periodo precedente all'assedio. Lo storico Pietro Terni suggeriva una città fortificata fin dall'epoca longobarda e da secoli dotata di tre borghi esterni.
Secondo Dado Edallo i borghi extra moenia non sarebbero anteriori al XI secolo, sebbene lo studioso non esclude precedenti formazioni urbane altomedievali di origine religiosa, ipotesi che Paolo Favole smentisce poiché le chiese disposte a croce in Italia sono più tarde.
Infine, Carlo Piastrella ipotizza solo una parziale fortificazione ad est, dove nei secoli passati era usato il toponimo «Contrada del Ghirlo», da «gyrus» che nel latino medievale indicava la cinta muraria. Gli altri lati sarebbero stati difesi da fossati e terrapieni che, unitamente al sistema di fossati e paludi, avrebbero permesso ai cremaschi di oltrepassarli con facilità durante l'assedio del 1159/1160 e rifornire gli abitanti ed i rifugiati attraverso passaggi all'interno del  Moso. Quanto alla denominazione Castrum Cremae cum burgo citata nel diploma del 1162 Piastrella identifica il borgo come una postazione militare separata, probabilmente identificabile con il Borgo San Pietro che ha mantenuto nei secoli una sua caratteristica connotazione urbana; ad ulteriore supporto anche le cronache dell'assedio concordi ad affermare che l'incendio distruttivo appiccato alla città dalle forze alleate imperiali non toccò il supposto Borgo San Pietro, all'interno del quale vi trovarono rifugio molti assediati in fuga.
Un elemento certo è il fossato, largo e profondo, che, come testimoniava il cronista Ottone Morena, impediva l'avvicinamento delle macchine da guerra imperiali e fu solo con l'apporto di una gran quantità di fascine e terra e al riparo di gatti e testuggini che gli assedianti poterono gradualmente avvicinarsi alle fortificazioni.

### Dalla ricostruzione all'arrivo dei veneziani

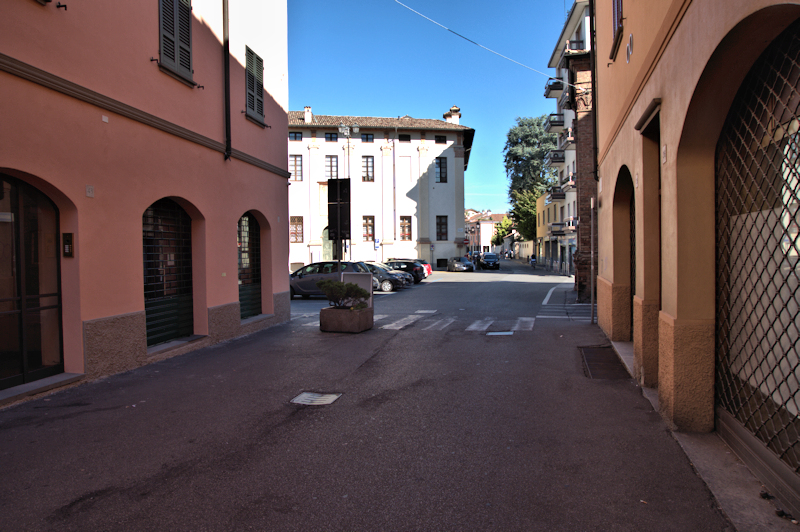
Via Ponte Furio, in prossimità dell'incrocio con via Giuseppe Verdi

Con diploma datato 11 febbraio 1185 a Reggio, in presenza dei consoli di Crema Domerto Benzoni, Rogerio de Osio e Benzo Bonsignori, Il Barbarossa avendo mutato le visioni politiche verso Milano concedeva la riedificazione della città. Secondo lo storico Pietro Terni, dopo l'innalzamento di fosse e trincee per contrastare le schermaglie cremonesi, tra il 1190 ed il 1199 fu innalzata una nuova cinta muraria con 21 torrioni. Oltre alle quattro porte Serio, Ombriano, Ripalta e Pianengo con relative torri la cinta contava un quinto varco minore, la porta (o pusterla) di Ponfure dipendente dalla Porta Pianengo  Il toponimo pare abbia origine ai tempi dell'assedio, allorché i cremaschi durante una sortita costrinsero un gruppo di assedianti a ripiegare lungo le mura; la resistenza tenace di uno di questi, di nome Furio, gli ha valso la perpetua memoria; infatti, al giorno d'oggi sopravvive la via Ponte Furio che congiunge via XX settembre a via Giuseppe Verdi. 

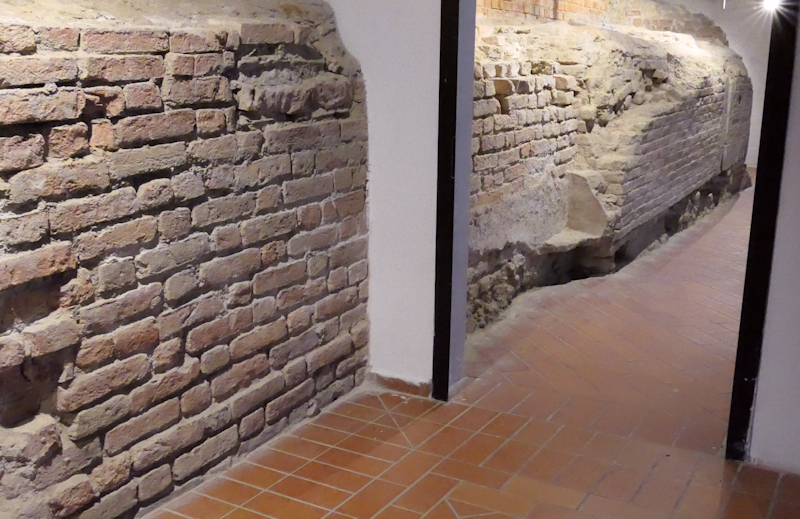
Resti delle mura medievali nei sotterranei del Centro giovanile "San Luigi" in via Giovanni Bottesini

Carlo Piastrella, ad ogni modo, ritiene che vennero innalzati ancora palizzate, terrapieni e terragli senza manufatti in muratura, analogamente a quanto era stato progettato in altre città della Pianura Padana.
Dopo la ricostruzione il castrum fu diviso in 27 vicinie (o vicinanze) che prendevano i nomi delle famiglie di tradizione feudale e comitale che detenevano il potere del comune. Sempre secondo il Terni Crema fu ampliata da ogni lato eccetto a settentrione.
Tra le notizie certe di quei secoli si segnala l'erezione dei castelli di Porta Serio (1335) e di Porta Ombriano (1361), quest'ultimo voluto da Bernabò Visconti e demolito dai veneziani nel 1451.

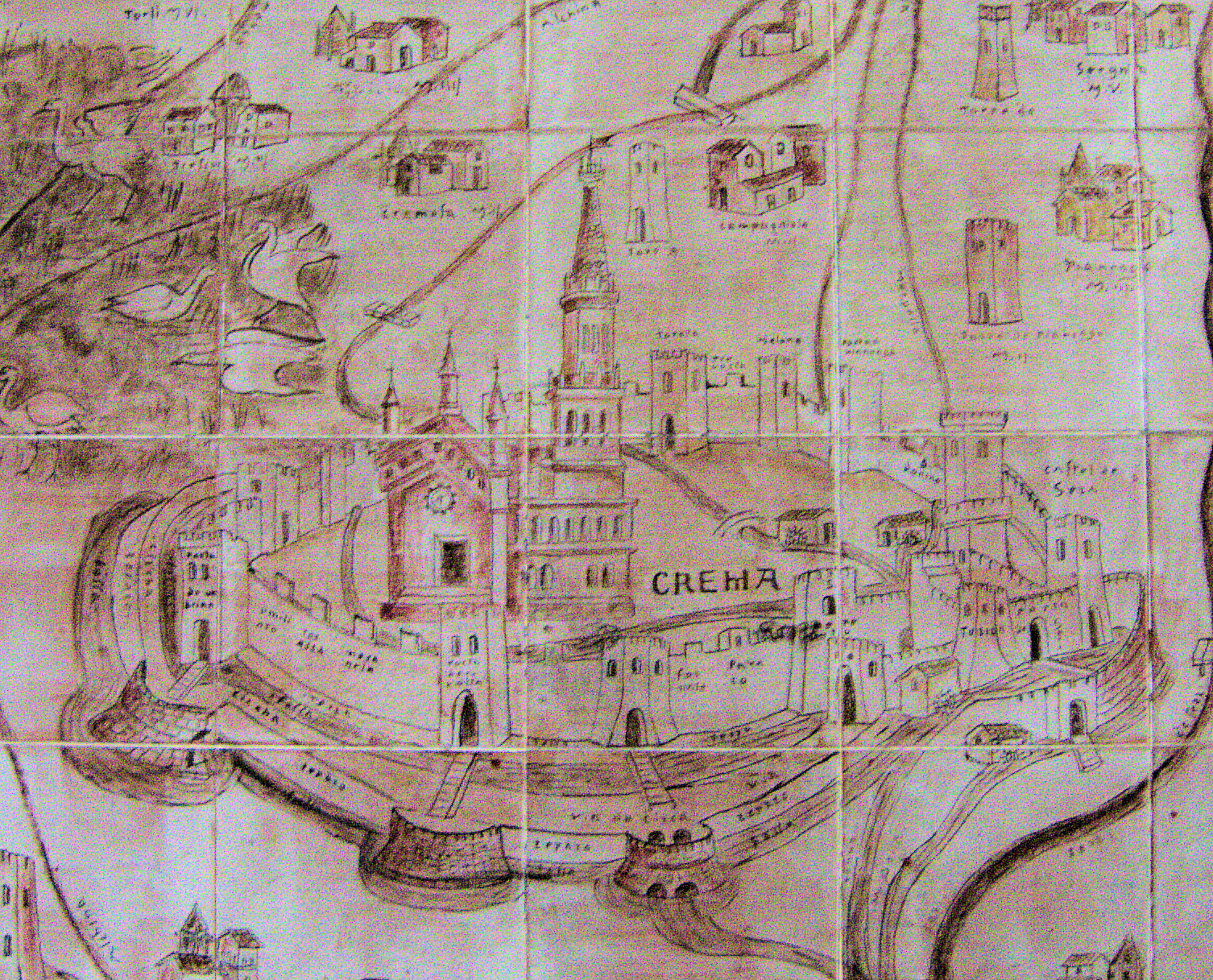
Crema nella riproduzione in ceramica della più antica carta del Cremasco, risalente al XV secolo: l'originale è conservato presso il Museo Correr a Venezia

 Durante la breve signoria dei Benzoni, Giorgio, salito al potere nel 1405, fece fortificare il contado con una serie di torri di avvistamento (alcune delle quali ancora esistenti, trasformate o inglobate in altri edifici)  In città fungeva da principale punto di osservazione la torre campanaria del duomo, dove stazionavano due o tre guardie stipendiate dal Comune. Questo reticolo fortificato è ben documentato sul Desegnio de Crema et del Cremascho, la più antica carta esistente del territorio, consultabile anche in riproduzione su mattonelle in ceramica presso il Museo civico di Crema e del Cremasco, un'opera realizzata da Gianetto Biondini nel 1966.

### Le mura venete

#### Costruzione

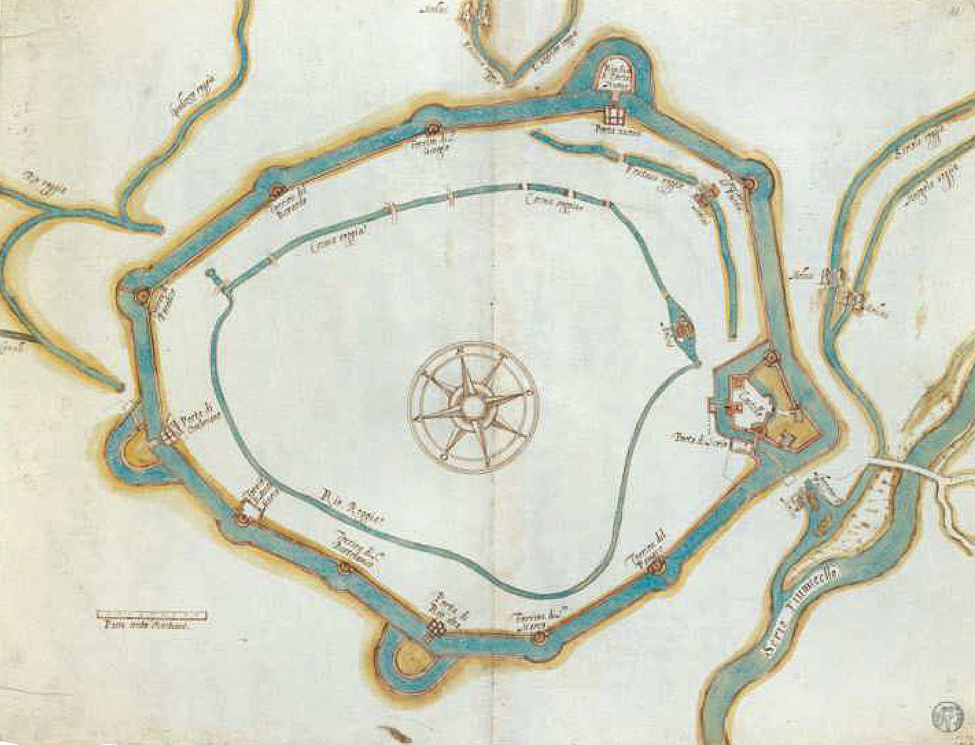
Mappa storica di Crema, XVI secolo, autore ignoto, disegno a penna e inchiostro seppia, con colorazioni ad acquerello e tracce di matita, su carta, conservata presso la Biblioteca comunale di Treviso

Nel febbraio 1449 una truppa veneziana capitanata da Sigismondo Pandolfo Malatesta  cinse d'assedio Crema che capitolava nel successivo mese di settembre dando avvio al lungo dominio sotto la Serenissima destinato a durare fino al 1797 (eccetto il breve periodo francese 1509-1512).
Toccò al podestà veneto Berardo Barbarigo farsi ambasciatore presso i cremaschi per convincerli della necessità di una nuova cinta muraria: invitati i maggiorenti ad un banchetto li convinse, facendo leva sull'orgoglio e sulla vanità, a farsi carico di un terzo del finanziamento di 36.000 ducati, salvo poi, successivamente, incrementare il preventivo di spesa a 120.000 ducati.
All'interno di una solenne cerimonia il 24 maggio 1488 partirono i lavori con il rifacimento della Porta Ombriano, per poi proseguire fino al 1498 alternando la fabbrica del settore meridionale con quello settentrionale. L'opera proseguì fino al 1509 con il termine dei lavori di scavo del fossato ed il completamento del terrapieno interno. A dirigere i lavori non furono chiamati ingegneri militari, ma furono affidati dapprima al cremasco Giovanantonio De Marchi, quindi al bergamasco Venturino Moroni.
Alla conclusione della ricostruzione la cinta contemplava le quattro porte:  di Ombriano, di Pianengo (talora denominata anche Porta Nova), Serio e di Ripalta; inoltre, le mura erano spezzate da otto torrioni così denominati: Torrion del Berardo, Torrion di S.to Giorgio, Torrion del Foscolo, Torrion del Paradiso, Torrion di Santa Maria, Torrion di S.to Bertolameo, Torrion del Pavaro, Torrion di S.to Marco.

#### XVI secolo

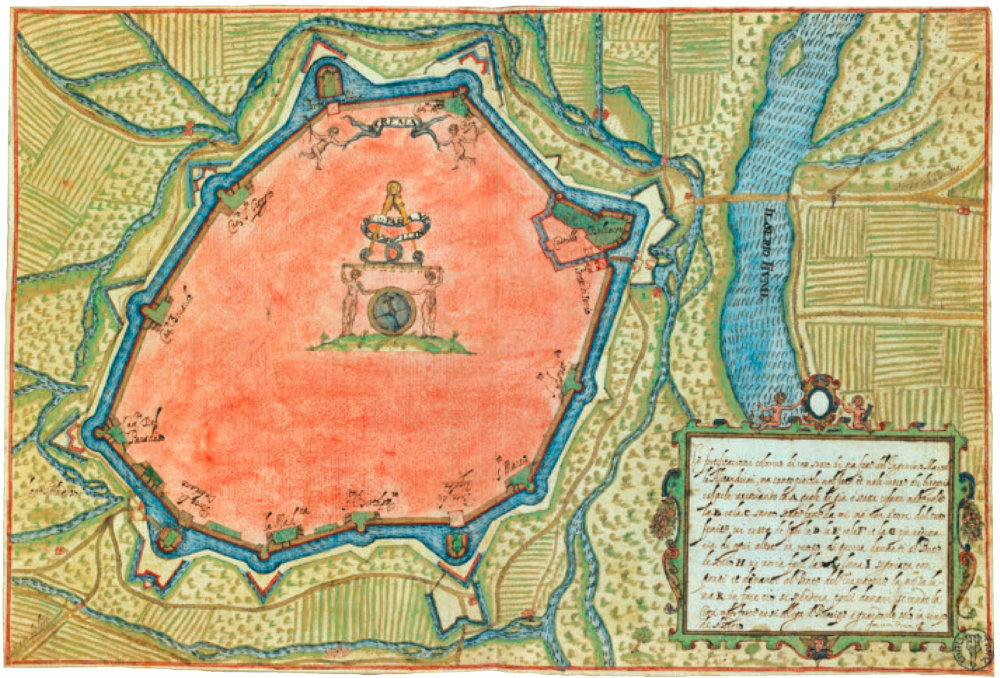
Mappa storica di Crema, 1620 ca, di Francesco Tansini, disegnare una penna e un secco inchiostro, con colorazioni a acquerello, su carta, pianta della cinta muraria con i nuovi bastioni, conservata presso la Biblioteca comunale di Treviso

Nel 1508, di fronte ai timori di un'invasione a seguito della stipulazione della lega antiveneta di Cambrai, furono rafforzati ed ampliati i fossati e aumentate le guardie. Tutti i cremaschi maschi di età superiore ai sedici anni furono chiamati ad operare a rafforzare le controscarpe e spostare fascine. L'esito della battaglia di Agnadello (1509) comportò la conquista francese.
Tre anni dopo con l'apporto del condottiero Renzo da Ceri Crema ritornò in mano ai veneziani. Corrompendo dietro un compenso il comandante francese Guido Pace Bernardi, i cremaschi aprirono volentieri le porte al condottiero per liberarsi da un invasore che applicava tasse, sopraffazioni e ruberie. Tuttavia, i capovolgimenti di fronte politici determinarono nel 1514 un nuovo assedio ad opera di una coalizione tra ducato di Milano, impero spagnolo e confederazione elvetica; per difendere la città, Renzo da Ceri fece abbattere tutte le costruzioni isolate attorno alle mura, fece abbassare le fosse e si stabilì nel santuario di Santa Maria della Croce trasformato in fortino. Nella notte del 25 agosto 1514 vi fu l'assalto finale delle truppe di Renzo da Ceri nel campo degli sforzeschi e svizzeri a Ombriano, sbaragliandoli e liberando definitivamente il cremasco dalle forze invasori.
Già pochi anni dopo, tuttavia, cominciarono ad essere manifestati dubbi sull'efficienza difensiva della città; era soprattutto l'introduzione delle nuove tecniche di offesa basate sull'impiego della polvere da sparo a rappresentare la più importante criticità riscontrata dai relatori in quegli anni a partire da quella del governatore Sforza Pallavicino nel 1548.

#### XVII e XVIII secolo

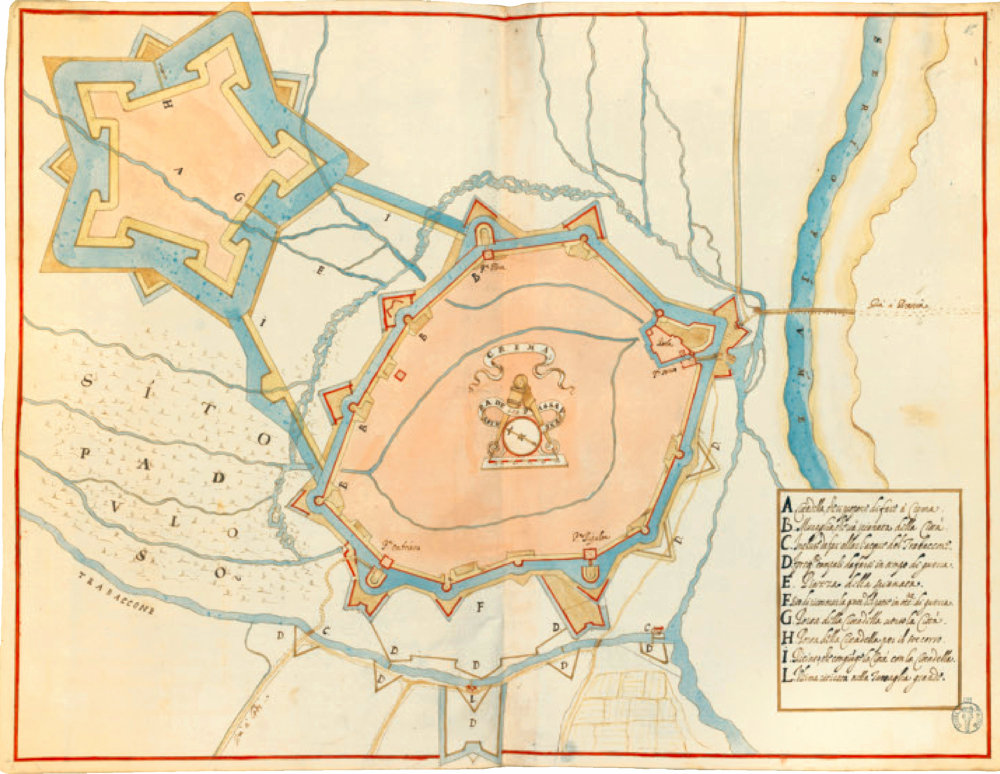
Mappa storica di Crema, 1630 ca, di Francesco Tansini, disegno a penna e inchiostro seppia, con colorazioni ad acquerello, su carta, pianta della cinta muraria con l'ipotesi mai realizzata della costruzione di una fortezza pentagonale, conservata presso la Biblioteca comunale di Treviso

La situazione si rivelò in tutta la sua drammaticità all'epoca della crisi politica iniziata nel 1606 con la rottura dei rapporti diplomatici tra la Repubblica di Venezia e lo Stato della Chiesa e la concreta possibilità della discesa in campo della Spagna a supporto del papa. La provincia veneta di Crema era praticamente un'exclave circondata dallo Stato di Milano e veniva militarizzata grazie al massiccio arruolamento di effettivi, rafforzamento della sorveglianza dei confini e apporto di numerosa artiglieria. Giungeva a Crema nel 1606 il provveditore generale in terraferma Lorenzo Priuli in ispezione, il quale osservava con sconforto l'inadeguatezza della cinta muraria.
Una mappa di pochi anni dopo riporta alcuni interventi: si tratta di fortificazioni esterne al castello, ai rivellini delle porte e ai torrioni della cinta. Non è datata, ma è firmata dall'illustre ingegnere militare Francesco Tansini (1580-1638, di origini cremasche) e risalente con ogni probabilità attorno all'anno 1620. Grazie alla legenda si evince che fu lo stesso Tansini ad occuparsi di un rifacimento degli interventi intrapresi in precedenza da Marcello Alessandrini.

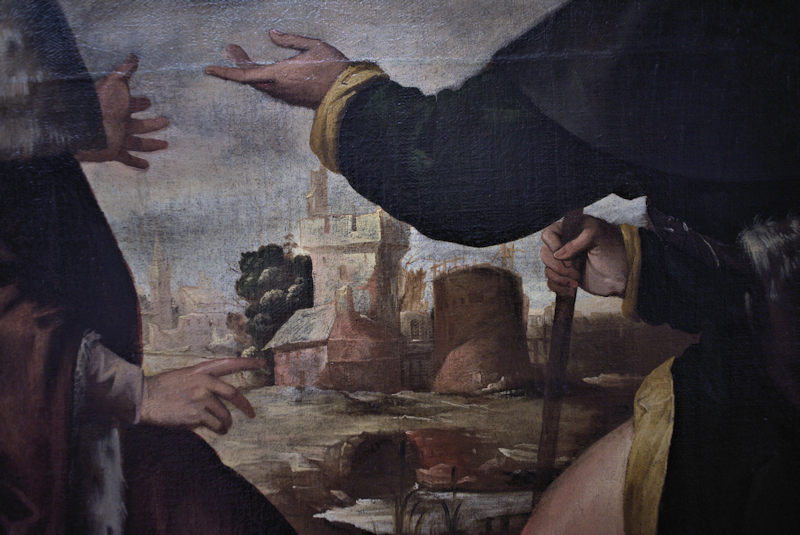
Crema e le sue mura nel XVII secolo, particolare tratto dall'olio su tela "Madonna col Bambino e i Santi Pantaleone, Rocco e Sebastiano", di Bernardino Fusario, Crema, Museo civico di Crema e del Cremasco

Più volte nel corso del Seicento e nel Settecento venivano proposti progetti di adeguamento e miglioramento: si trattava di interventi a volte radicali, a volte innovativi, ma i cospicui finanziamenti pubblici che sarebbero stati necessari furono il maggior deterrente alla loro concretezza. Interessante, fra i tanti, un progetto ancora del Tansini: si tratta di una mappa firmata ma non datata (verosimilmente realizzata attorno al 1630) che prevedeva la costruzione di una cittadella pentagonale a nord-ovest della città, verso la palude del Moso. Nella medesima si prevedeva anche un'area fortificabile a sud, tra le mura e il Cresmiero, destinata a rifugio delle genti del contado in caso di guerra.
La Relatione della città di Crema di Filippo Verneda, datata 15 aprile 1683, descrive minuziosamente le fortificazioni di Crema e non manca di esporne i difetti: con «opere a corna» troppo piccole, difetti progettuali (ad esempio, la mancanza di spazio per creare uno spalto sulla lunetta di Porta Ombriano). il terrapieno di altezza diseguale e troppo vicino alle abitazioni, e molti altri ancora.
In un'annotazione del 1771 il podestà Angelo Giustinian scriveva come presso «il posto Foscolo» vi fosse una rottura che favoriva lo scavalco e quindi l'ingresso notturno di malviventi e la pratica del contrabbando.

#### XIX secolo
Nel 1803 la Repubblica Cisalpina decretò Crema «Città aperta» dando via alla nuova ristrutturazione urbanistica; con delibera del 12 marzo 1804 fu stabilito che le porte dovessero essere demolite. Mentre Porta Ripalta e Porta Pianengo furono murate, per Porta Serio e Porta Ombriano si affidò all'architetto Faustino Rodi l'incarico di una loro ristrutturazione; l'architetto cremonese, che a Crema stava già seguendo i lavori per il nuovo ponte sul Cresmiero. optò per un totale rifacimento in stile neoclassico.

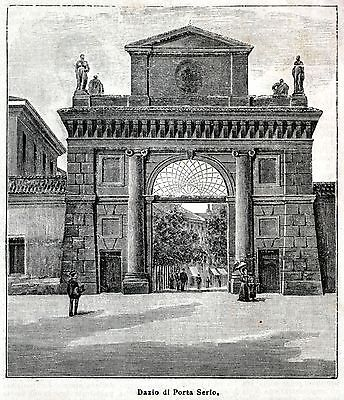
Porta Serio nel 1896, con i caselli daziari, tratto da «Le cento città d'Italia», supplemento mensile illustrato del Secolo, Sonzogno Editore, 1896
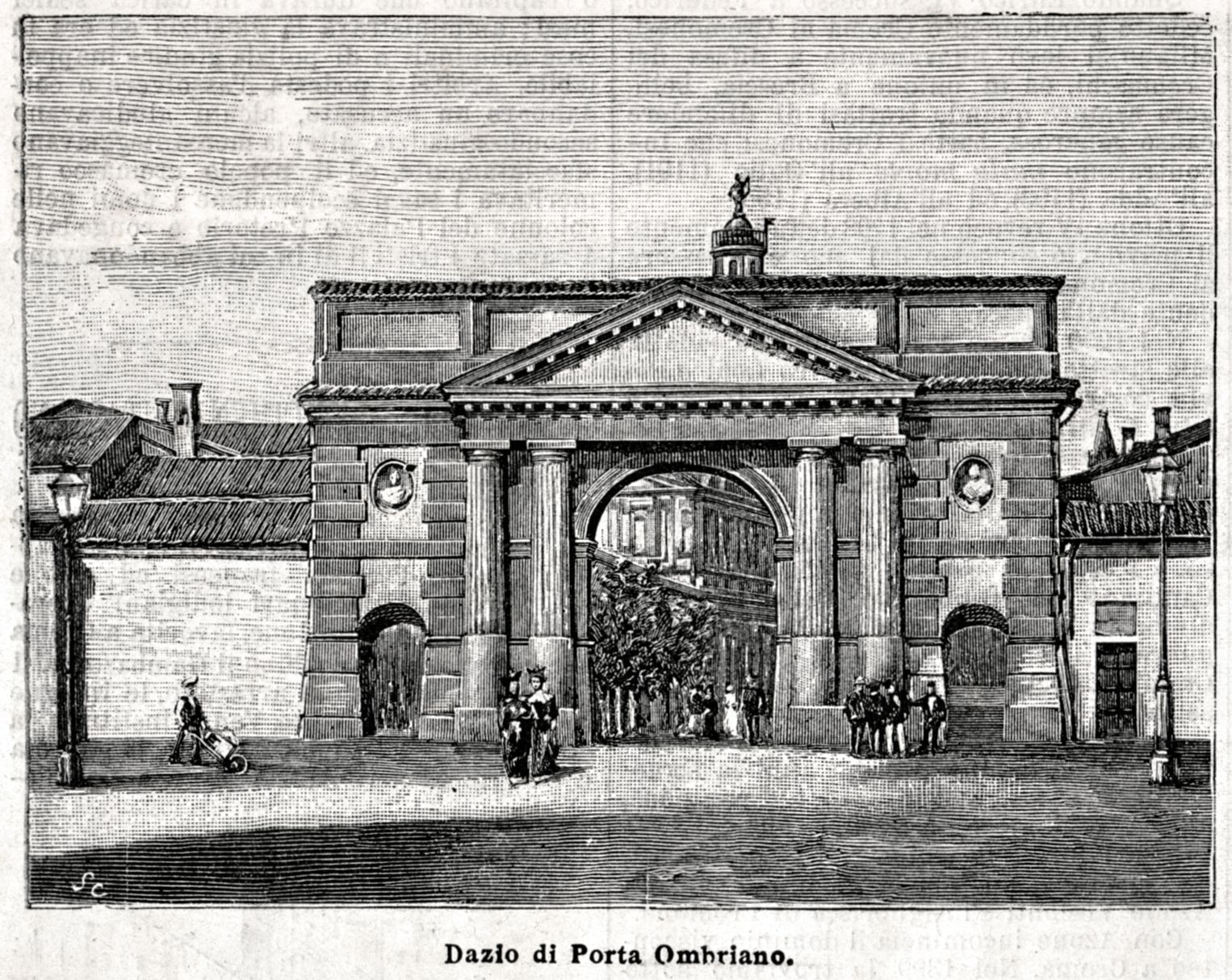
Porta Ombriano nel 1896, con i caselli daziari, tratto da «Le cento città d'Italia», supplemento mensile illustrato del Secolo, Sonzogno Editore, 1896
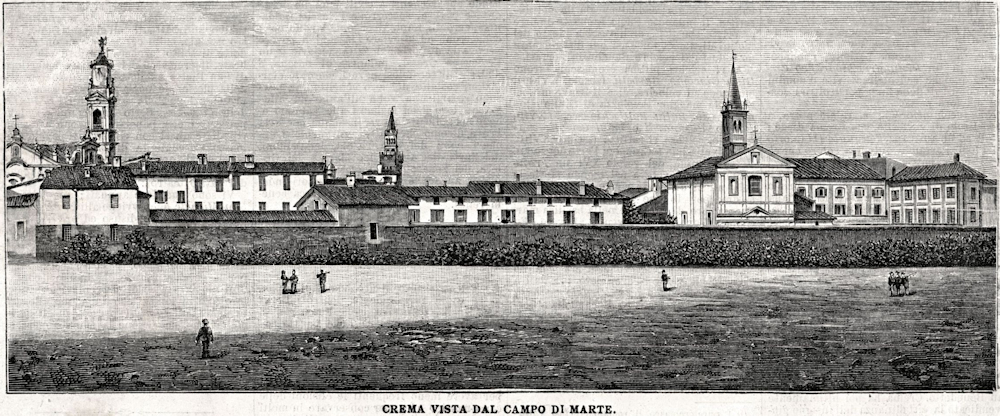
Le mura e la città dal Campo di Marte, tratto da «Le cento città d'Italia», supplemento mensile illustrato del Secolo, Sonzogno Editore, 1896

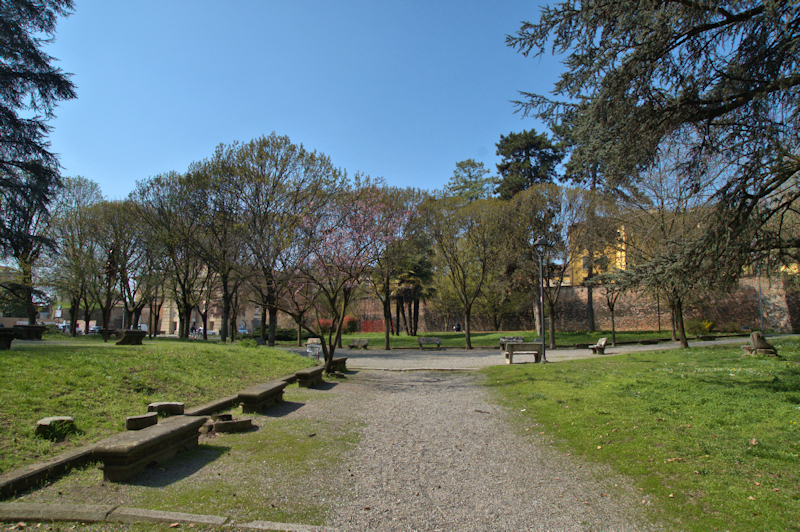
I giardini pubblici di Porta Serio

 Nel 1809 il Regio Demanio vendette il castello di Porta Serio che fu gradualmente demolito assieme al baluardo esterno sull'area del quale alcuni decenni dopo – nel 1858 – vi furono realizzati i giardini pubblici.

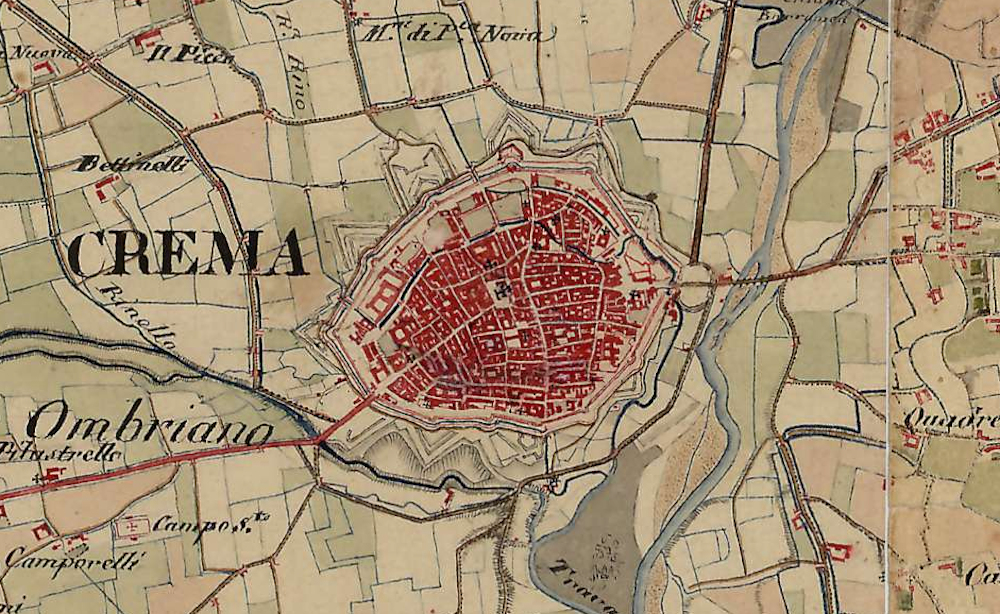
Nella mappa del 1818-1829 è ancora evidente la forma dei bastioni ma si vede la recente realizzazione della Rotonda del passeggio (odierno Piazzale Rimembranze). Estratto dalla mappa Lombardei, Venedig, Parma, Modena (1818–1829) - Franziszeische Landesaufnahme, conservata presso l'Österreichisches Staatsarchiv.

Risale al 1810 la soppressione di molti ordini religiosi e, tra questi, quello delle monache domenicane dette anche di Santa Maria Mater Domini che avevano sede in un complesso seicentesco collocato a nord-ovest della città; nel 1817 il nuovo governo austriaco convertì l'ex convento in caserma installandovi gli «Imperiali Regii Stalloni» destinato a migliorare le razze di cavalli. Per guadagnare spazi fu demolito un tratto di mura e costruito un più avanzato, alto muro di cinta.

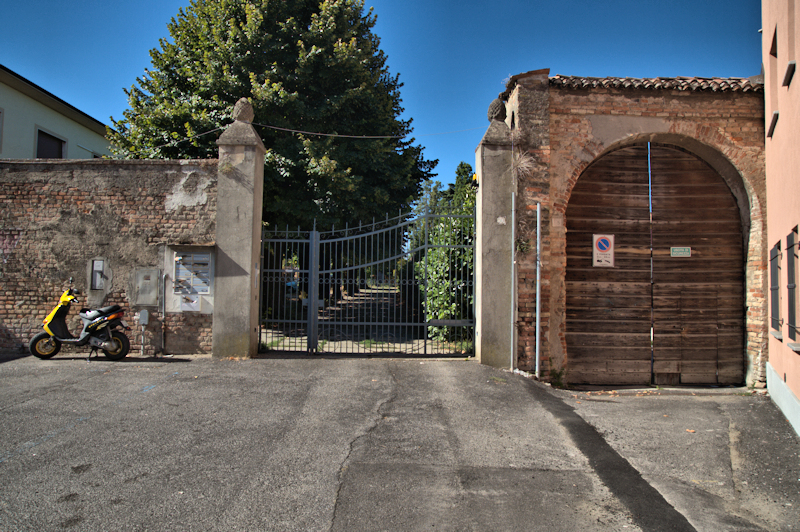
Dalla pubblica via Valera, oltre il cancello si intuisce un tratto residuo della «Passeggiata dei Bastioni» che correva un tempo lungo il terrapieno meridionale

Su progetto dell'ingegner Luigi Massari nel 1833 fu progettata una strada carreggiabile ai piedi del terrapieno meridionale, dalle attuali piazza Garibaldi a via Kennedy; tale strada, realizzata soprattutto con lo scopo di velocizzare l'accesso all'Ospedale Maggiore per chi proveniva da fuori città, era nota inizialmente come viale alle Mura, oppure passeggio dei Bastioni. Successivamente fu chiamata via dell'Ospitale e quindi, ai sensi di una delibera podestarile del 1931, Via dell'Assedio.
Nell'anno 1881, invece, veniva avanzata l'ipotesi di aggiungere un terzo varco nelle mura in aggiunta alle esistenti Porta Serio e Porta Ombriano. Alcuni anni prima, nel 1863, veniva avviato l'esercizio della linea ferroviaria Treviglio-Cremona, ma il fabbricato provvisorio e relativi scambi erano già ai quei tempi considerati troppo vicini alla «Provinciale bergamasca», da cui l'idea di costruire la futura e definitiva stazione sul prolungamento di via Tadini. Ma i costi per la costruzione di una nuova strada ed una nuova porta daziaria furono i motivi che affossarono il progetto.

#### XX e XXI secolo
Fin durante gli ultimi anni del XIX secolo l'espansione urbanistica esterna al centro storico, con conseguente incremento degli scambi commerciali, richiedeva maggiori agevolazioni all'accesso in città, da cui l'abolizione, nei primi anni del Novecento, della chiusura notturna delle porte e dei dazi di ingresso.
Risale al 1919, invece, la decisione di abbattere i caselli daziari, ormai inutilizzati, isolando così le due porte assunte a monumenti architettonici in ingresso.

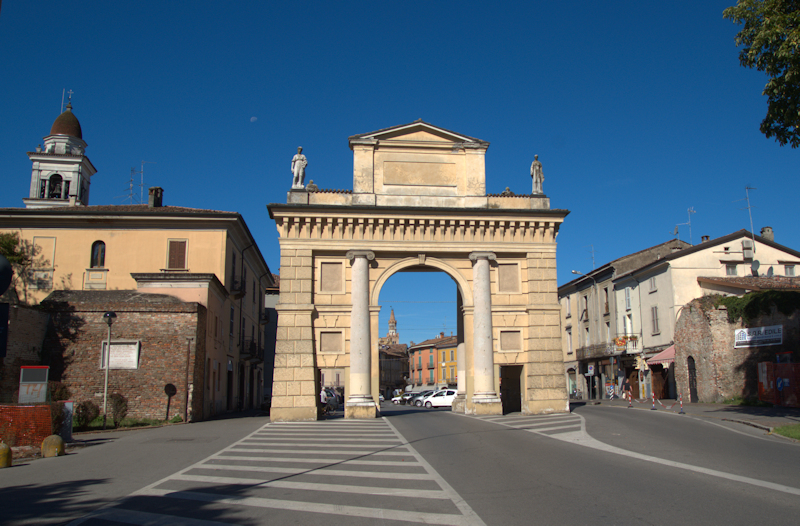
Porta Serio
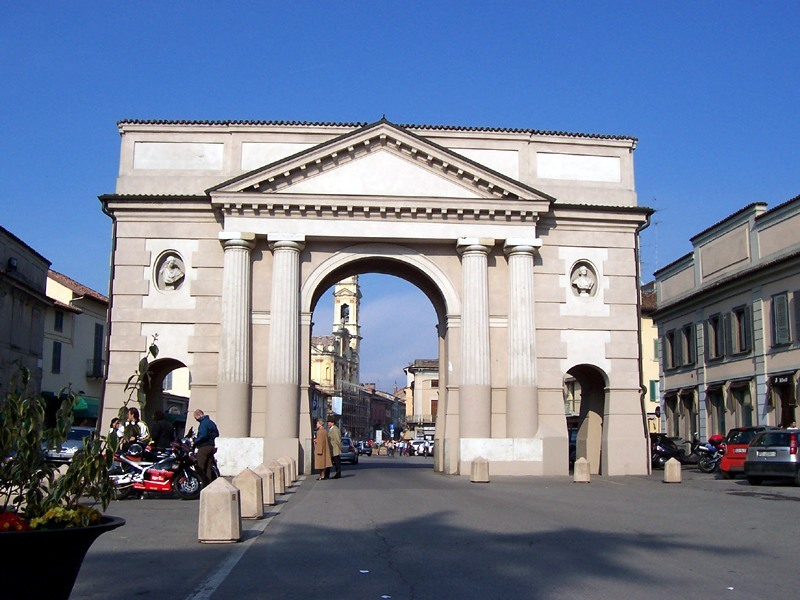
Porta Ombriano

Cessata dunque ogni funzione amministrativa e stante la necessità di interagire più facilmente con l'esterno, a partire dal 1903 furono aperti nuovi varchi.
- 1903: via Tadini[52];
- 1907: riapertura di Porta Ripalta (all'epoca, tra via Vittorio Emanuele II e via Piacenza)[52][53][54][55][56];
- 1907: via Borgo San Pietro[52];
- 1907: riapertura di Porta Pianengo, in via Santa Chiara[52];
- 1911: via Monte di Pietà, all'epoca proseguimento di via Ponte Furio[52][57];
- 1911: via Quartierone[52];
- 1924: via Medaglie d'Oro, all'epoca Piazza delle Teresine[52][58][59];
- 1928: via Federico Pesadori[52][60][61];
- 1934: via Valera[52];
- 1982: via Massari[62][63][64].

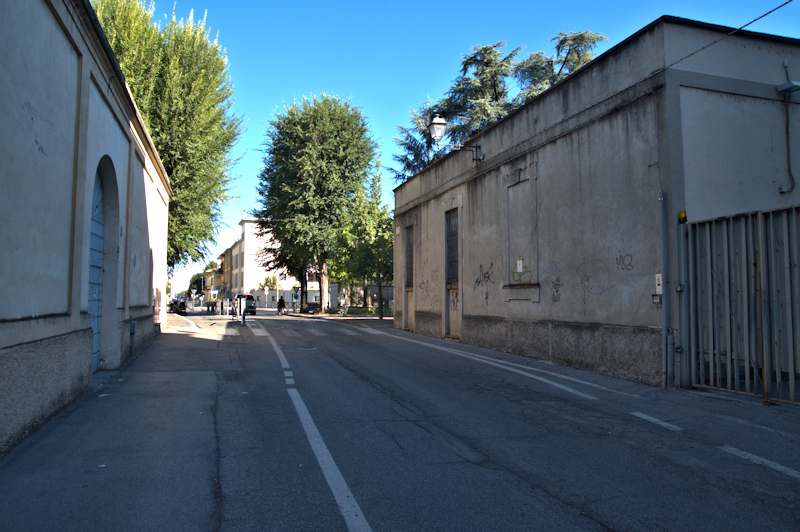
Via Tadini
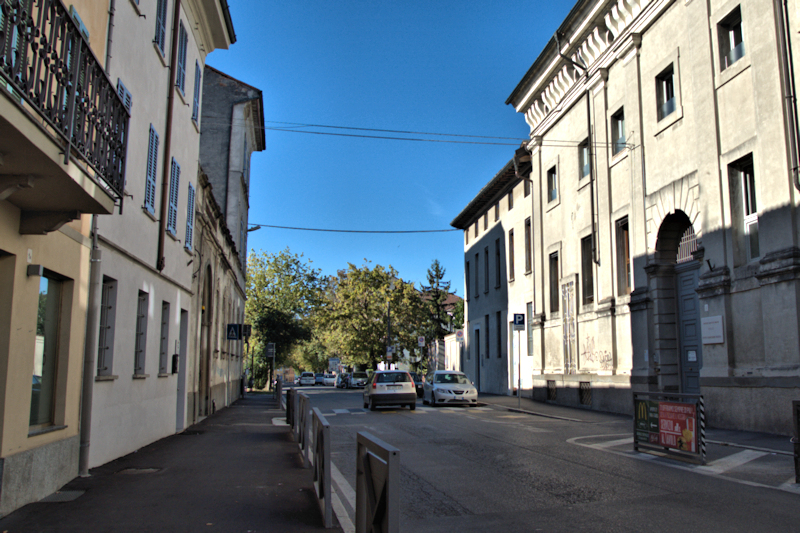
Via Kennedy, dove un tempo sorgeva Porta Ripalta
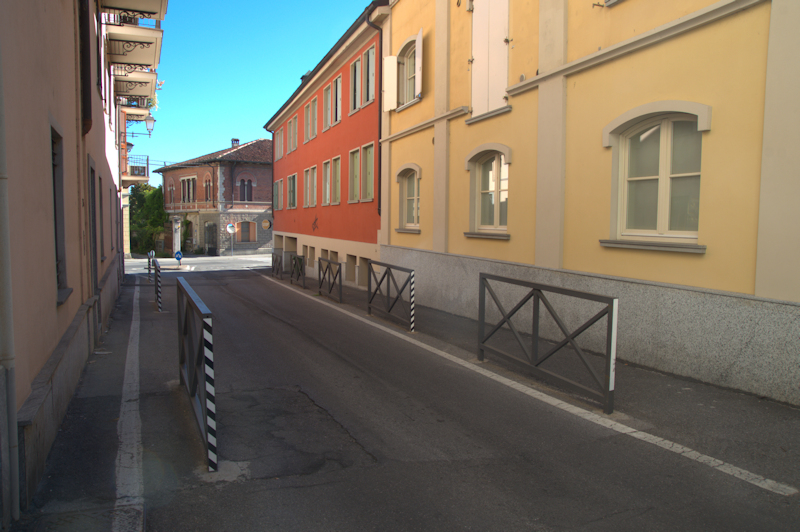
Via Borgo San Pietro
Via Santa Chiara; un tempo vi sorgeva Porta Pianengo (o Porta Nova)
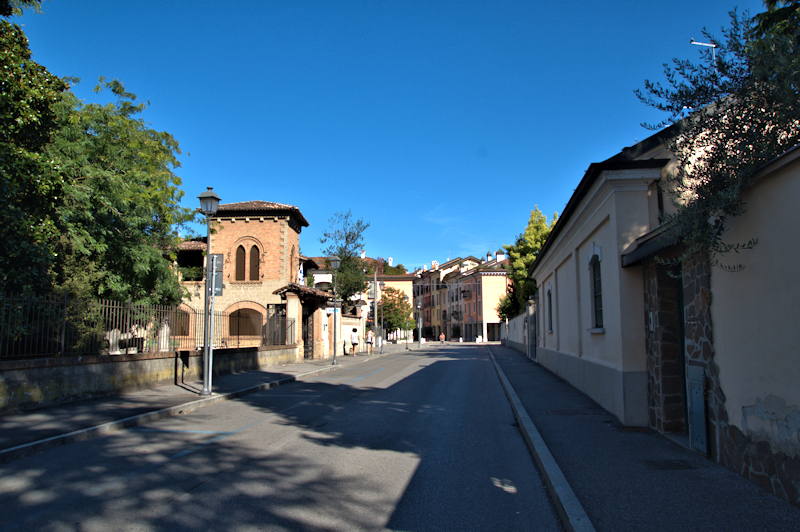
Via Monte di Pietà
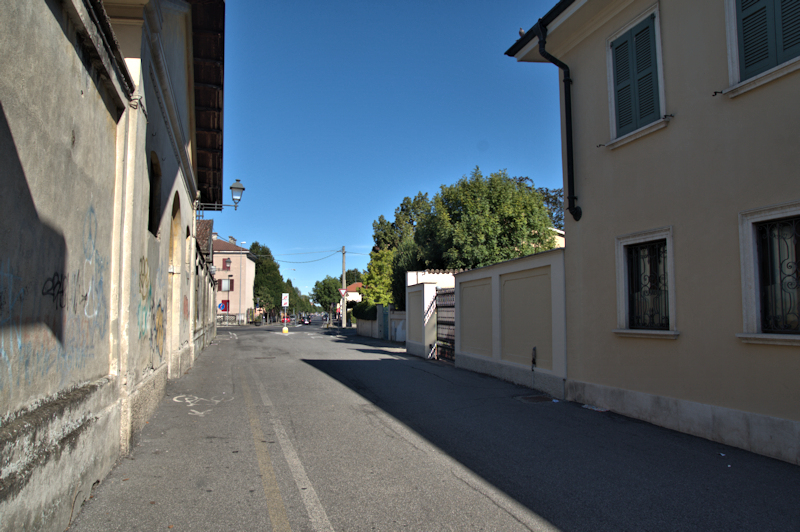
Via Quartierone
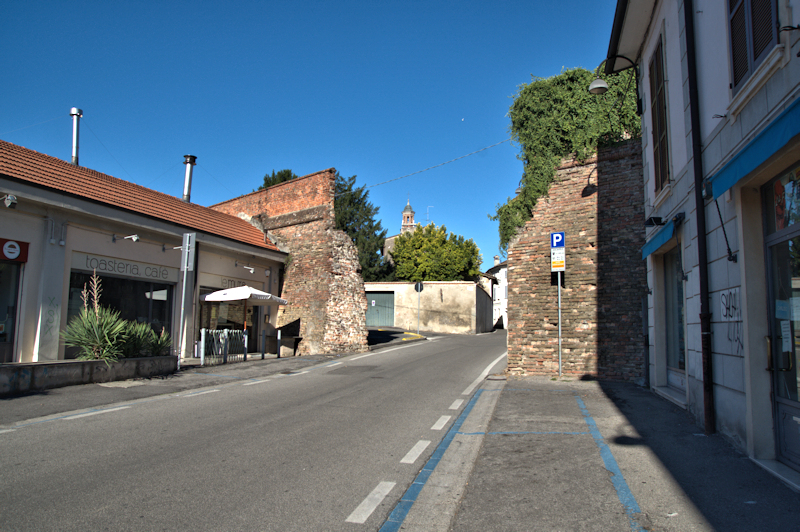
Via Pesadori
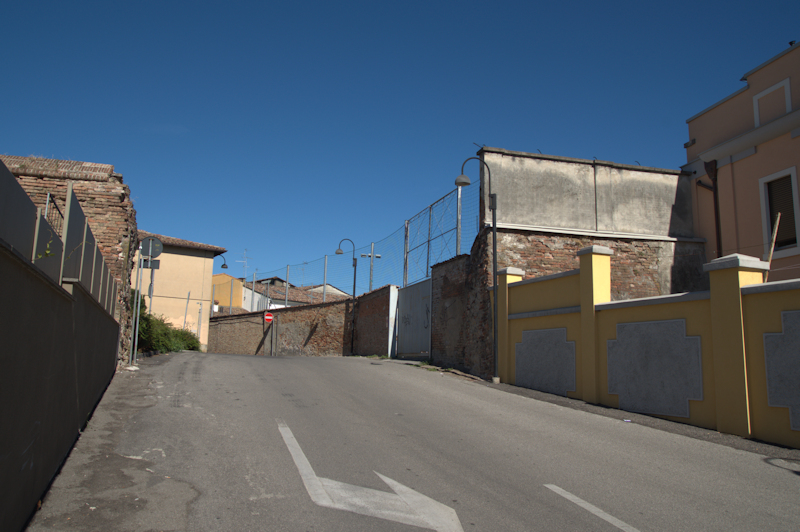
Via Valera
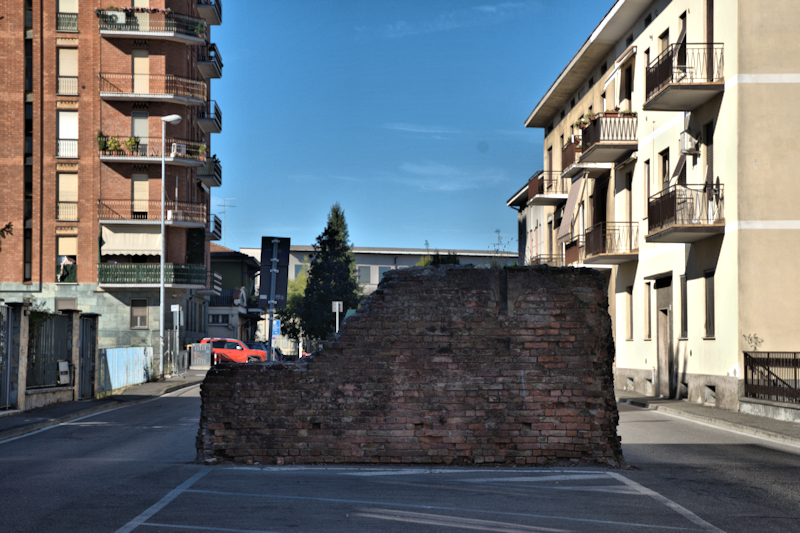
Via Massari

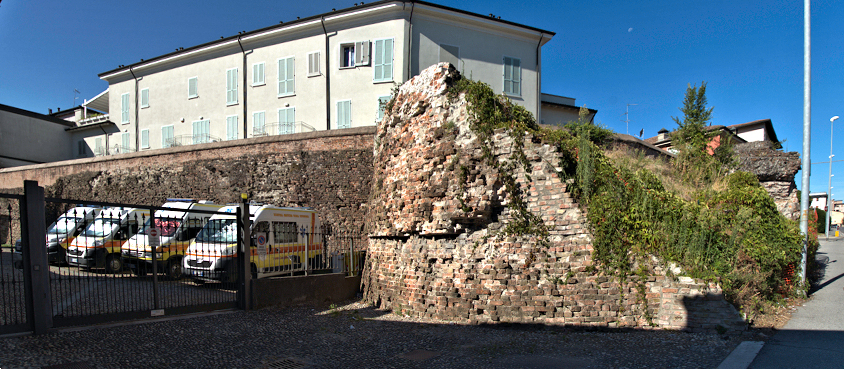
I resti del Torrion Foscolo in via Stazione

Ad un tratto di mura è legato un tragico episodio accaduto durante la seconda guerra mondiale; anche Crema fu bombardata dalle forze alleate angloamericane e l'obiettivo primario era il ponte ferroviario sul fiume Serio. Tuttavia, il 30 dicembre 1944, poco dopo l'ora di pranzo una bomba colpì il Torrion Foscolo all'interno del quale vi avevano cercato rifugio Teresa Ragazzi Bissa (41 anni) e l'operaio Bruno Pizzeghello (38 anni), dipendente di una società elettrica che aveva sede proprio di fronte al torrione; i due perirono sotto le macerie. Dopo il termine del conflitto i resti del torrione non furono rimossi a futura memoria dell'evento.
Una delibera consiliare del 1948 sopprimeva la strada meridionale a ridosso del terrapieno delle mura – la via dell'Assedio - e l'area veniva ceduta ai frontisti; inoltre, si legalizzava la lottizzazione delle aree un tempo occupate dai bastioni, una scelta che molti definiranno in seguito «improvvida» e «insensata».
È degli anni cinquanta del XX secolo il progetto di ampliamento degli «Istituti ospedalieri» che allora avevano sede nel complesso edificato di via Kennedy. Nel 1955 veniva erogato dall'Alto Commissariato per l'Igiene e Sanità un finanziamento di dieci milioni di lire subordinato all'ampliamento del Reparto Discinetici e, comunque, l'ospedale necessitava di nuovi spazi per far fronte all'aumento di ricoveri e degenze. Il conseguente progetto di ampliamento prevedeva la costruzione di nuovo monoblocco occupando lo spazio del fossato immediatamente oltre la cinta muraria e relativa «manomissione» del «bastione delle mura venete». Il veto della Sovrintendenza pose il Consiglio di Amministrazione dell'ospedale nelle condizioni di valutare altre soluzioni, tra le quali l'erezione di una nuova infrastruttura in altro luogo, decisione presa in via definitiva nell'ottobre 1960.
Sempre nel 1960, a conclusione di una serie di eventi celebrativi dedicati all'ottavo centenario dell'assedio di Federico Barbarossa, veniva collocata sulle mura venete, presso Porta Serio, una lapide commemorativa a ricordo dello storico evento; essa recita:
Negli anni ottanta aveva origine l'idea, mai compiuta, di realizzare un percorso pedonale per collegare le aree attrezzate a verde urbano di Porta Serio e dei giardini di Campo di Marte ripristinando in parte l'antico percorso di ronda e le aree rimaste libere ai piedi delle mura.
Durante i primi anni 2000 veniva abbattuto lo stabilimento ex Villa&Bonaldi, costruito all'esterno nord-est della cinta muraria nel 1924, sotto le mura veniva realizzato un parcheggio con fondo acciottolato e restituito alla visione pubblica un ampio tratto di mura sotto via Castello.

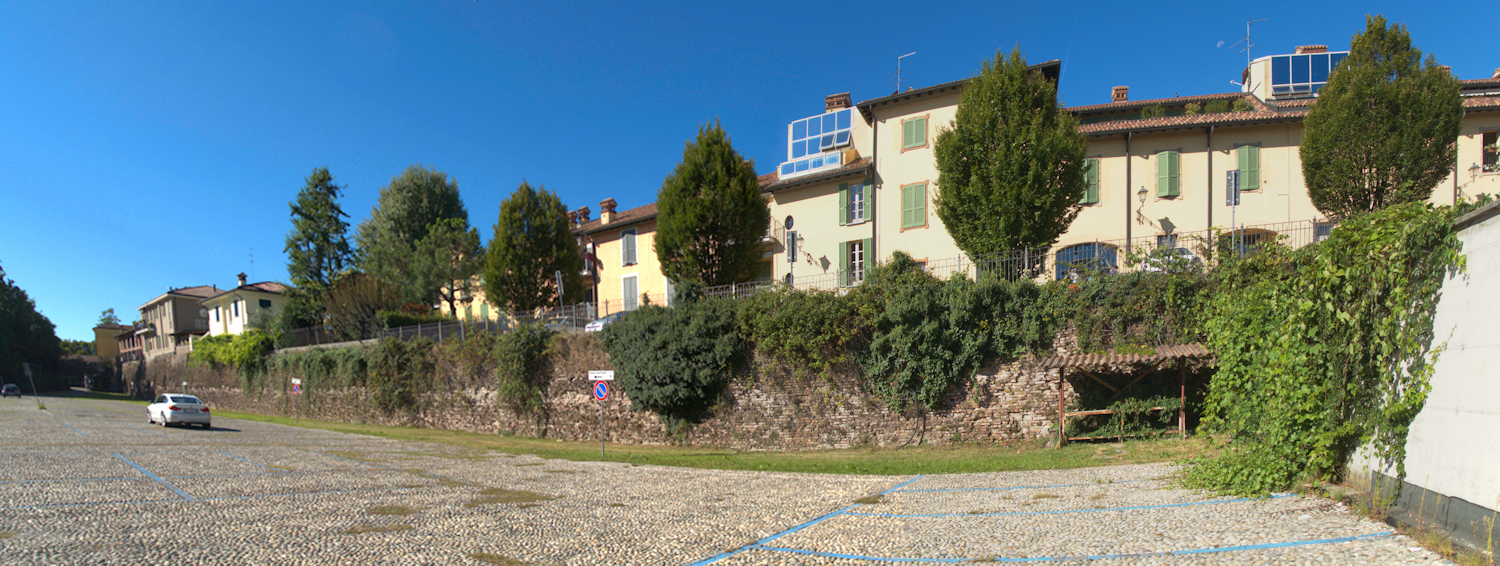
Le mura venete di Crema riprese dal parcheggio realizzato nei primi anni duemila, sull'area di uno stabilimento demolito

### Il castello di Porta Serio

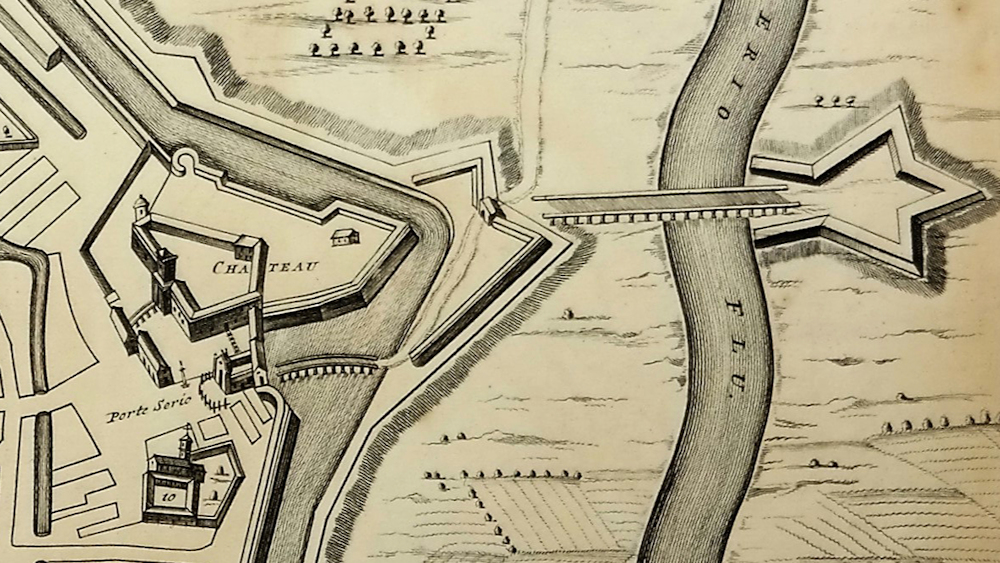
Estratto della mappa di Crema con il castello, realizzata da Pierre Mortier, acquaforte, Amsterdam, 1708

Il castello dirimpetto Porta Serio fu costruito secondo canoni tardomedievali nel 1335, fu in seguito ampliato e divenne sede del castellano e della guarnigione; nella Relatione di Filippo Verneda del 1683, viene descritto come una struttura con mura di perfetta qualità, con torri angolari sia di forma quadrata sia di forma tonda, con fossa esterna «di 9 passi» anche sul lato verso la città e controscarpa «alta 12 piedi». All'interno vi era la piazza d'armi, locali per l'alloggio dei soldati e magazzini per gli armamenti; ad un piano superiore vi trovava posto l'alloggio per il castellano. La Relatione prosegue descrivendo l'esterno, dove cita, a supporto della difesa del castello, il baluardo ed il torrione. È opinione del Verneda che il castello «benché sia opera antica» fosse «in ogni modo per molti riguardi... considerabile, potendo pur anco tener sempre a dovere la città».
 
Il castello fu venduto per la somma di 34.000 lire dal Regio Demanio di Lodi ad una società - formata dai conti Barni, Passerini e Bonelli - la quale la rivendette al capomastro Gaetano Viscardi che iniziò gradualmente a demolirlo e, a partire dal 1822, a costruire sull'area liberata nuove abitazioni.
Del castello esiste una precisa testimonianza iconografica che assume valore documentativo: sulle pareti del bocchirale di villa Severgnini a Izano il pittore Angelo Mora realizzava, su committenza di Gaetano Severgnini, una serie di otto paesaggi a tempera; uno di questi raffigura il castello ripreso da nord, verso l'attuale via Luigi Griffini, assieme alle case dette «chiodere» a destra ed il campanile di San Benedetto sullo sfondo.

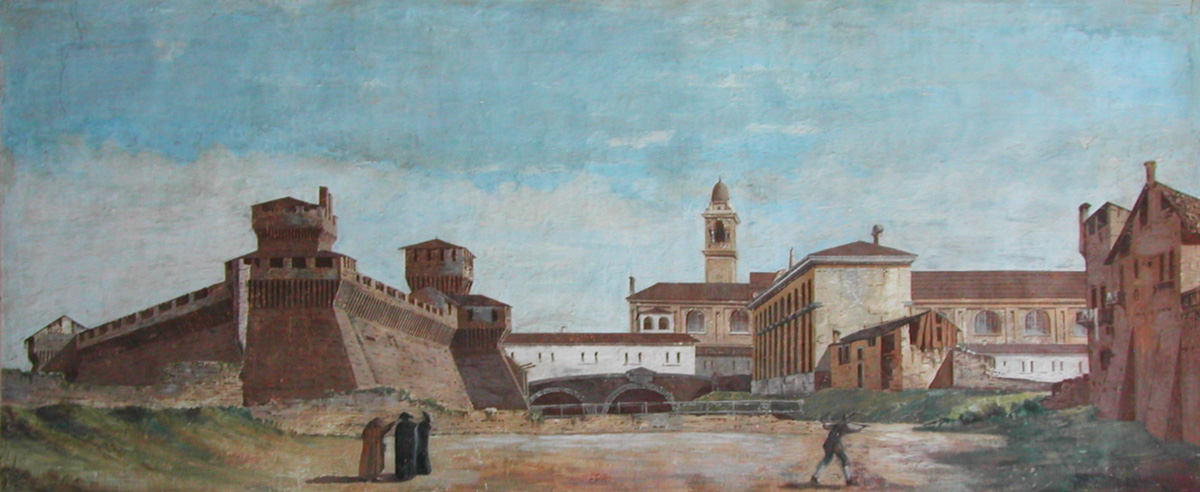
Angelo Mora (attribuzione), Il Castello di Crema, tempera, m 1,92 x 4, Villa Severgnini, Izano
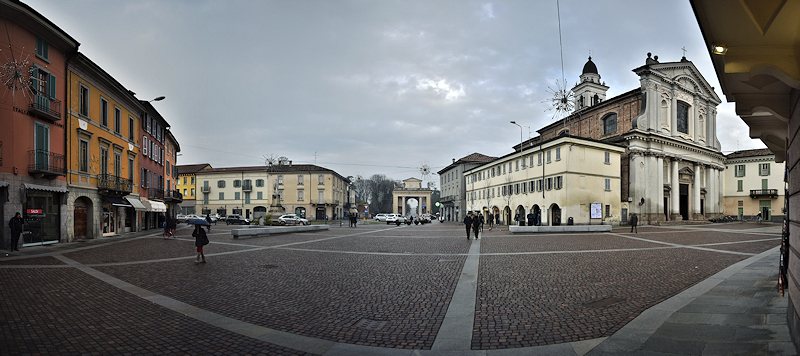
Piazza Garibaldi nel 2017, ripresa dallo stesso angolo che riproduce il castello di Crema nella tempera di Angelo Mora

### Il castello di Porta Ombriano

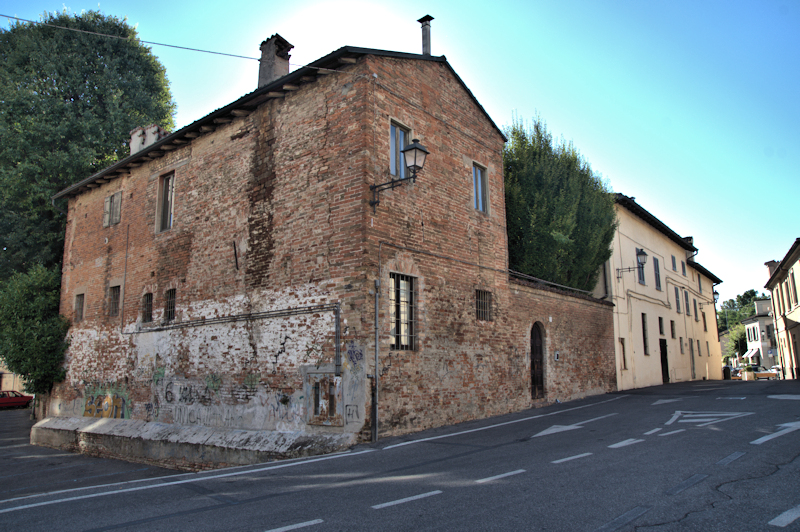
L'isolato di Palazzo Terni, ripreso da via Massari, sul quale si suppone sorgesse il castello di Porta Ombriano

Sorgeva a nord della Porta, sull'area di Palazzo Terni, eretto nel 1370; vi si stabilì nel 1379 il figlio di Bernabò Visconti, Carlo, in una torre del quale, cita Sforza Benvenuti, «sollazzavasi in amorose tresche» e per questo detta Torre del Paradiso, nome poi passato al vicino torrione delle mura.
Nel 1403 vi si rifugiarono le fazioni 
ghibelline assediate da quelle guelfe supportate da Cabrino Fondulo; nell'occasione finì gravemente ferito Gentilino Soardo, capo dei ghibellini bergamaschi chiamato a soccorrere i cremaschi.
Il castello fu demolito dai veneziani nel 1451 e parte del terreno venduto al convento delle monache di santa Monica.

## Caratteristiche
Le mura cingono il centro storico quasi per intero, eccetto che nell'area nord-ovest. La forma ovoidale è spezzata dalle porte e dai torrioni di forma circolare o poligonale.
La cinta era circondata da un fossato esterno provvisto di controscarpa e del quale se ne osserva un tratto ancora esistente presso i giardini di Campo di Marte.
Le mura vere e proprie hanno una scarpa inclinata con, alla sommità, un cordolo semicircolare, formato da mattoni sagomati; il rivestimento è in mattoni a vista, mentre l'anima interna è riempita da malta cementizia, materiali di risulta o mattoni pesti, un sistema che permetteva esecuzioni più veloci e minori tempi di esecuzione; in alcuni tratti sopravvive un rialzo seicentesco.
Su lato verso il centro abitato correva un terrapieno; sono visibili degli esempi transitando lungo via Giovanni Gervasoni e all'interno del centro sportivo San Luigi.
Per l'accesso agli spalti erano state costruite delle scale interne con presenza di camminamenti coperti: esiste ancora un buon tratto di circa 130 metri tra il Torrion della Madonna e Porta Ombriano, con volta a botte e feritoie poste a distanza di 8 metri ad altezza d'uomo risalenti, molto probabilmente al primo periodo, adatte per l'uso di balestre ed archibugi.

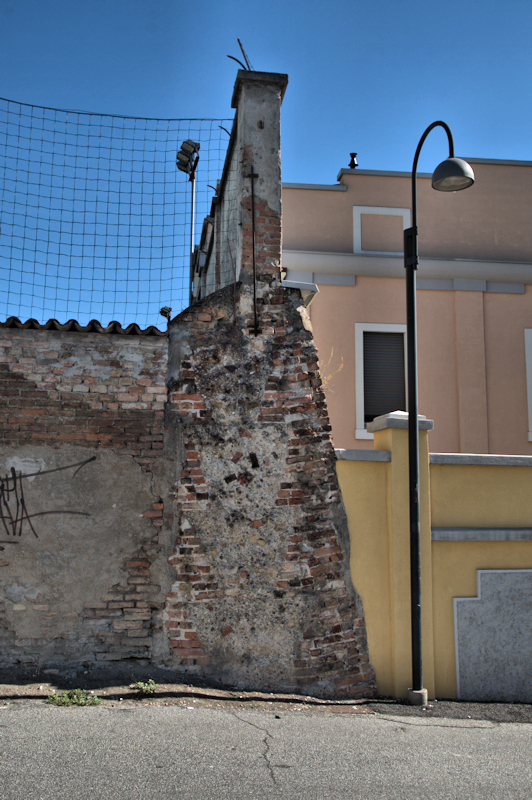
Sezione delle mura (sbrecciamento di via Valera)
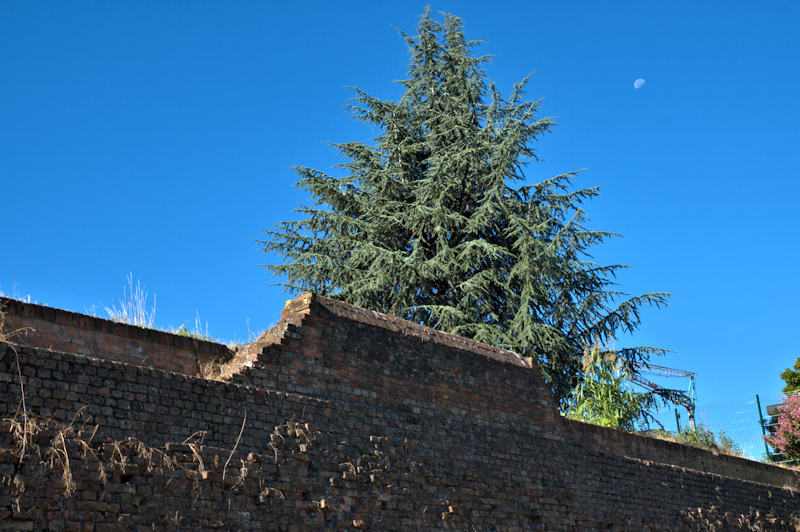
Particolare dell'elevazione di uno spalto
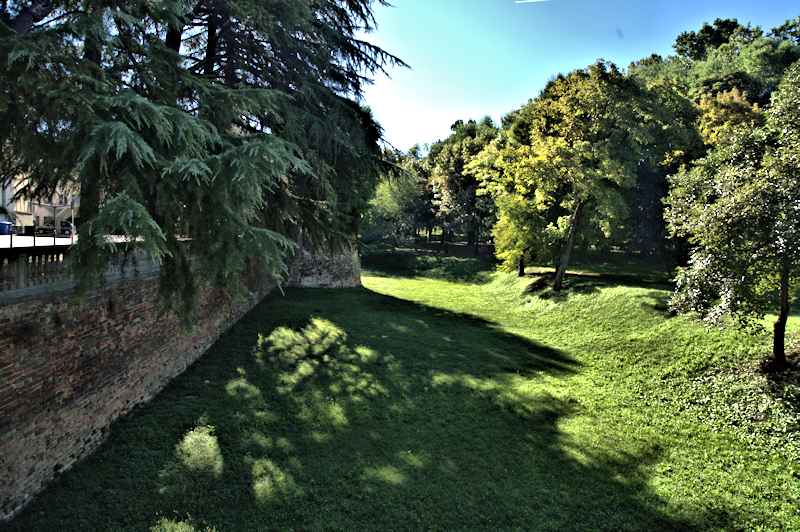
Un tratto residuo di fossato presso i giardini di Campo di Marte
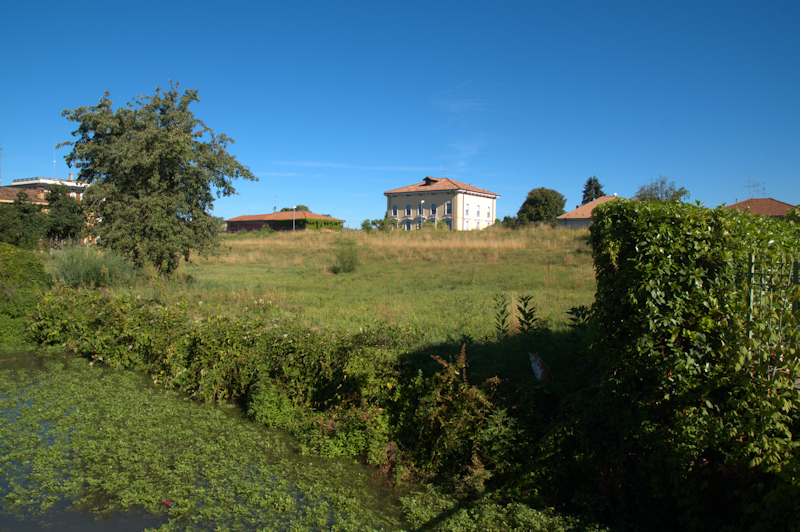
Il terrapieno di via Gervasoni
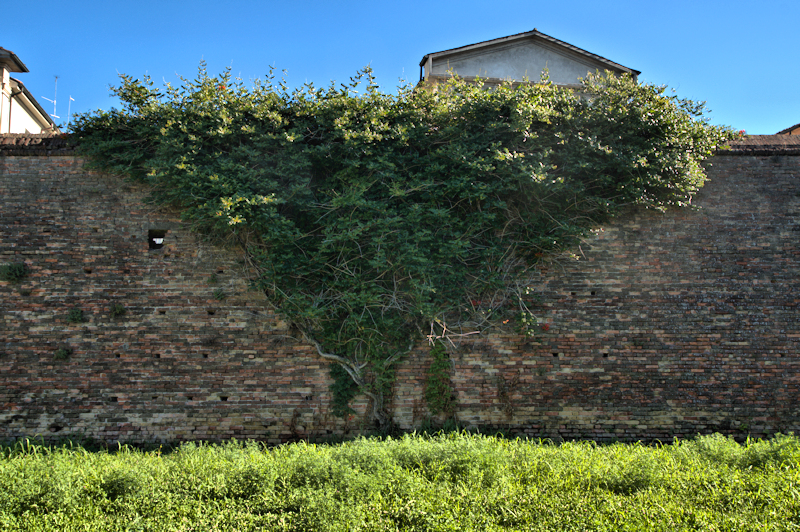
Particolare del rivestimento in mattoni

## Galleria d'immagini

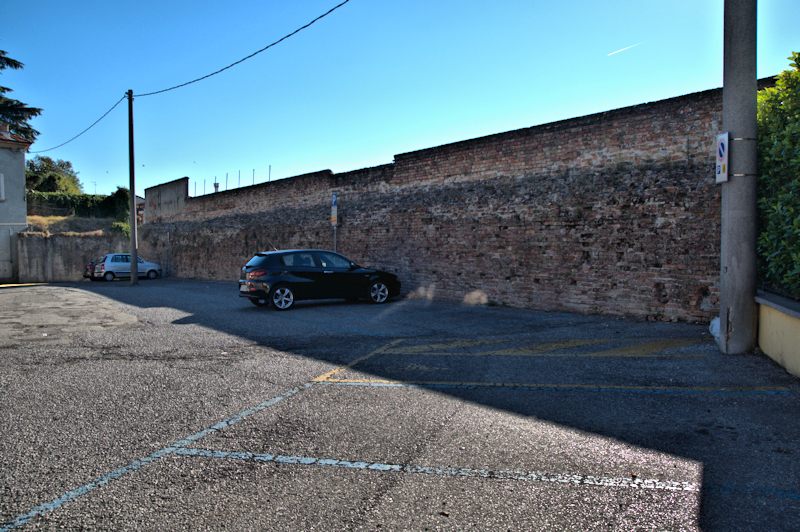
Scorcio interno da via Pesadori
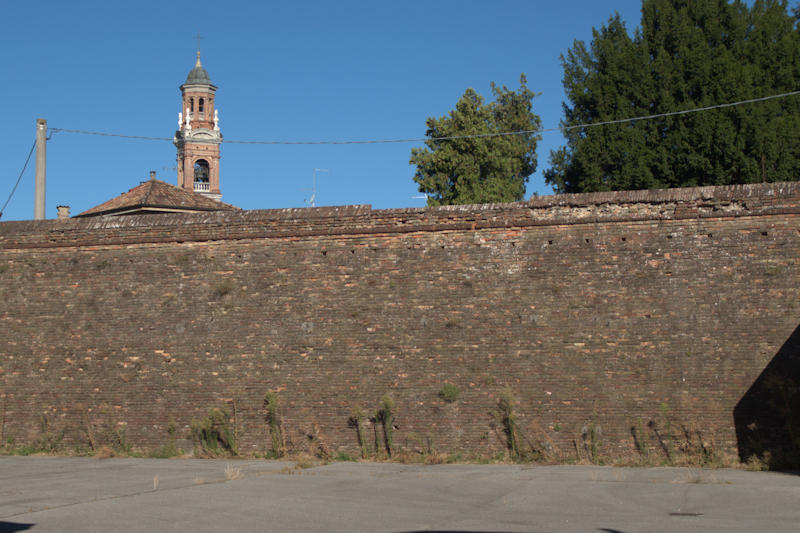
Scorcio esterno da via Diaz
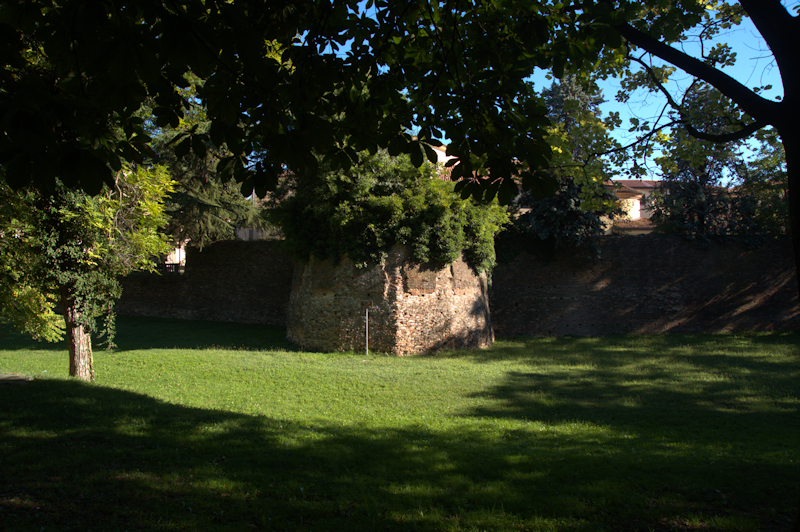
Il Torrion della Madonna e una parte di fossato
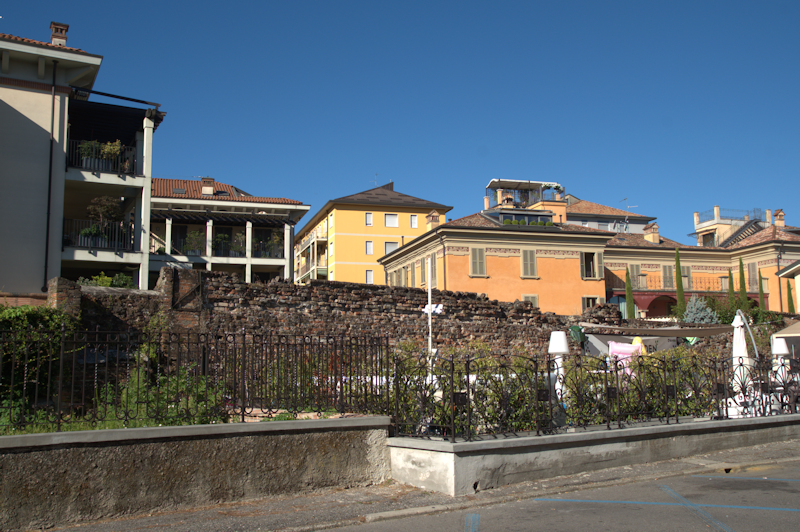
Scorcio interno da via delle Grazie
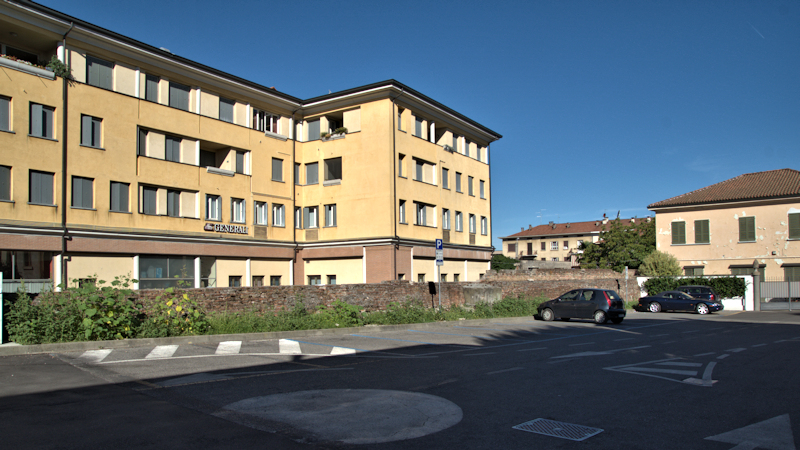
Scorcio interno da via Massari
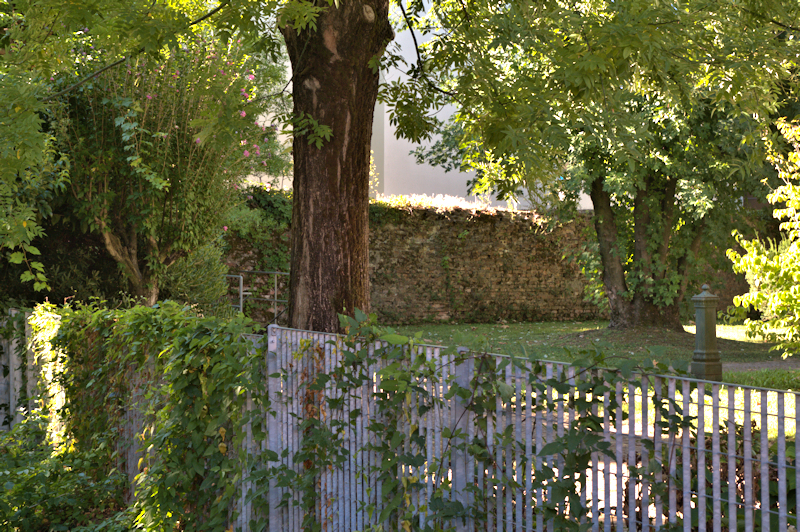
Scorcio all'interno del parco "Gianna Manenti Agello", ripreso dalla pubblica via Stazione
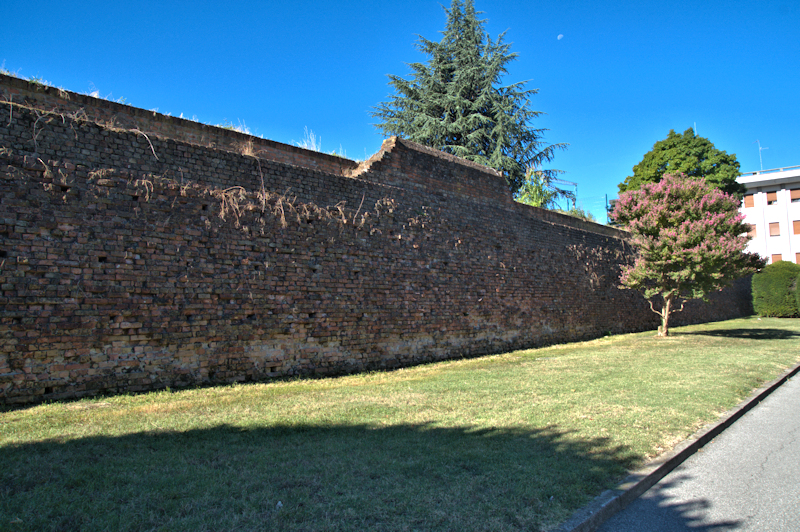
Scorcio da via Stazione
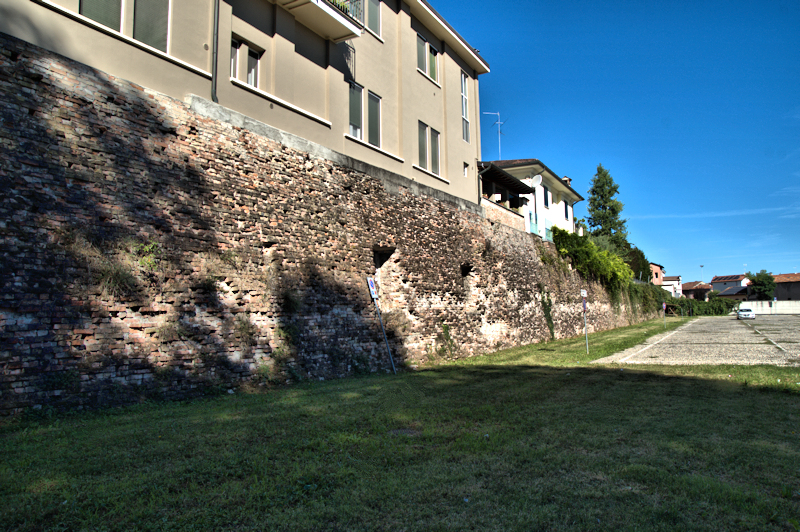
Scorcio dal parcheggio accessibile da via Stazione
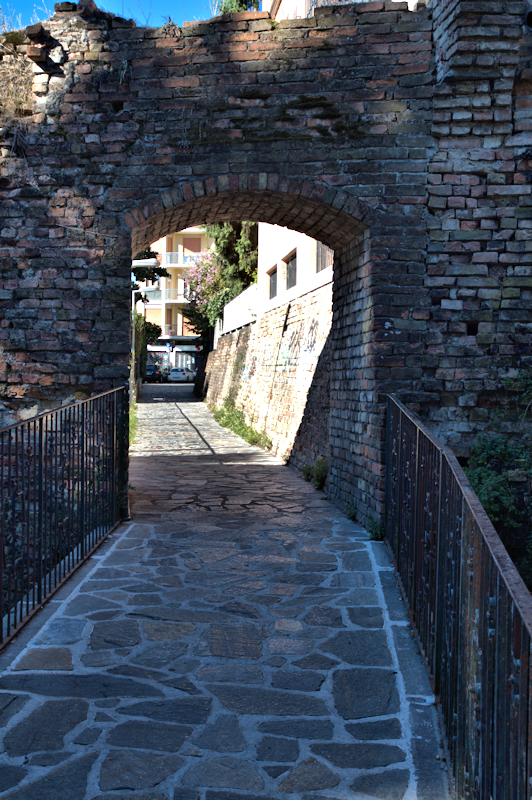
Passaggio pedonale tra piazza Garibaldi e i giardini pubblici di Porta Serio
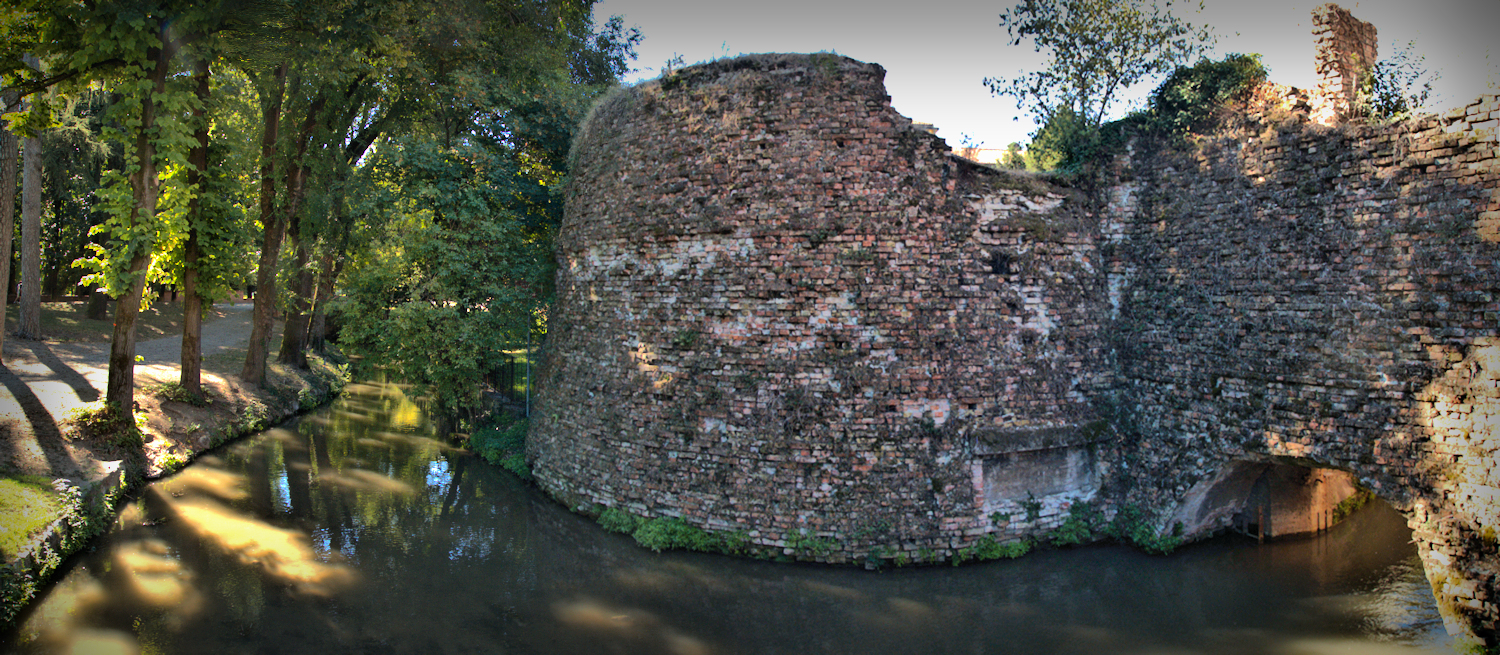
Il torrione del Castello
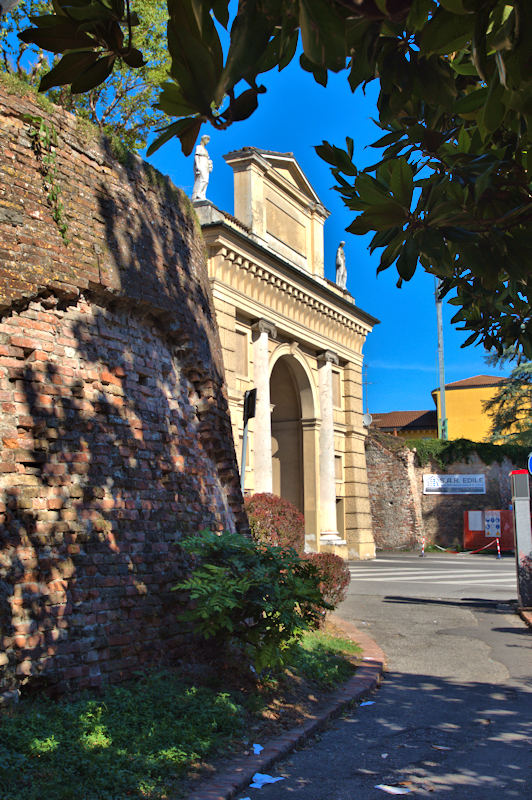
Il Torrion di Porta Serio e l'omonima porta
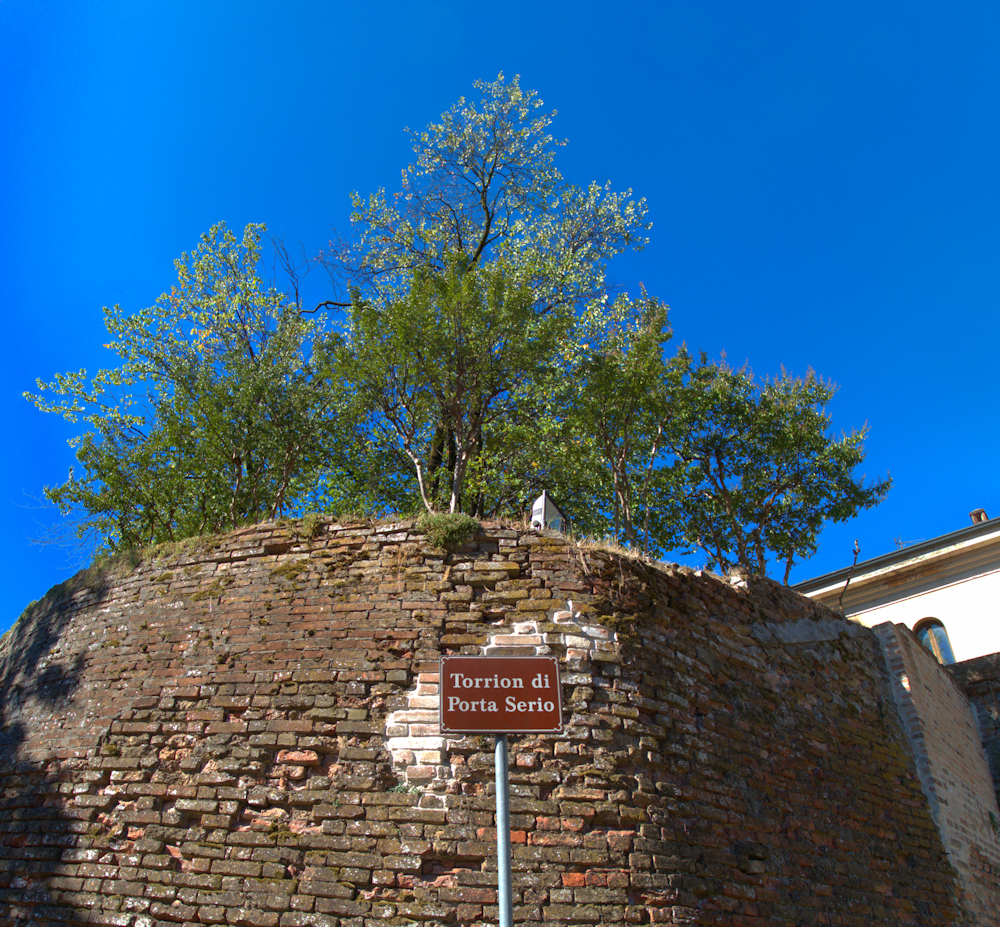
Il Torrion di Porta Serio
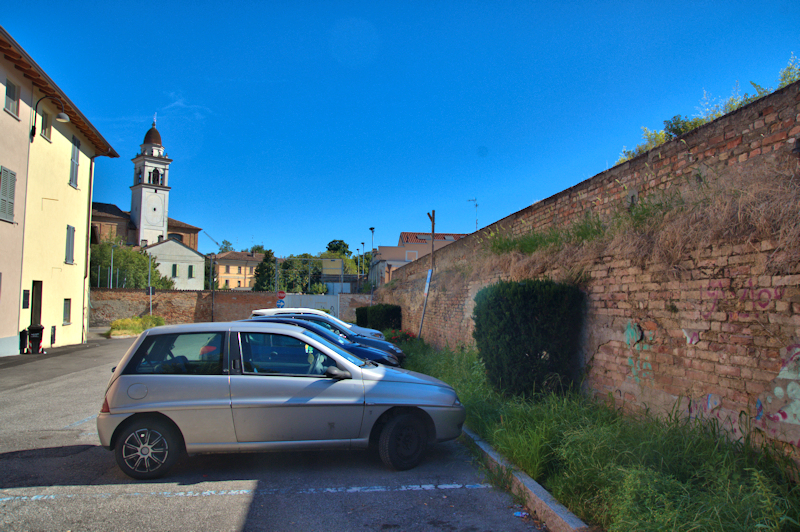
Scorcio interno di via Valera